# Gyotaku

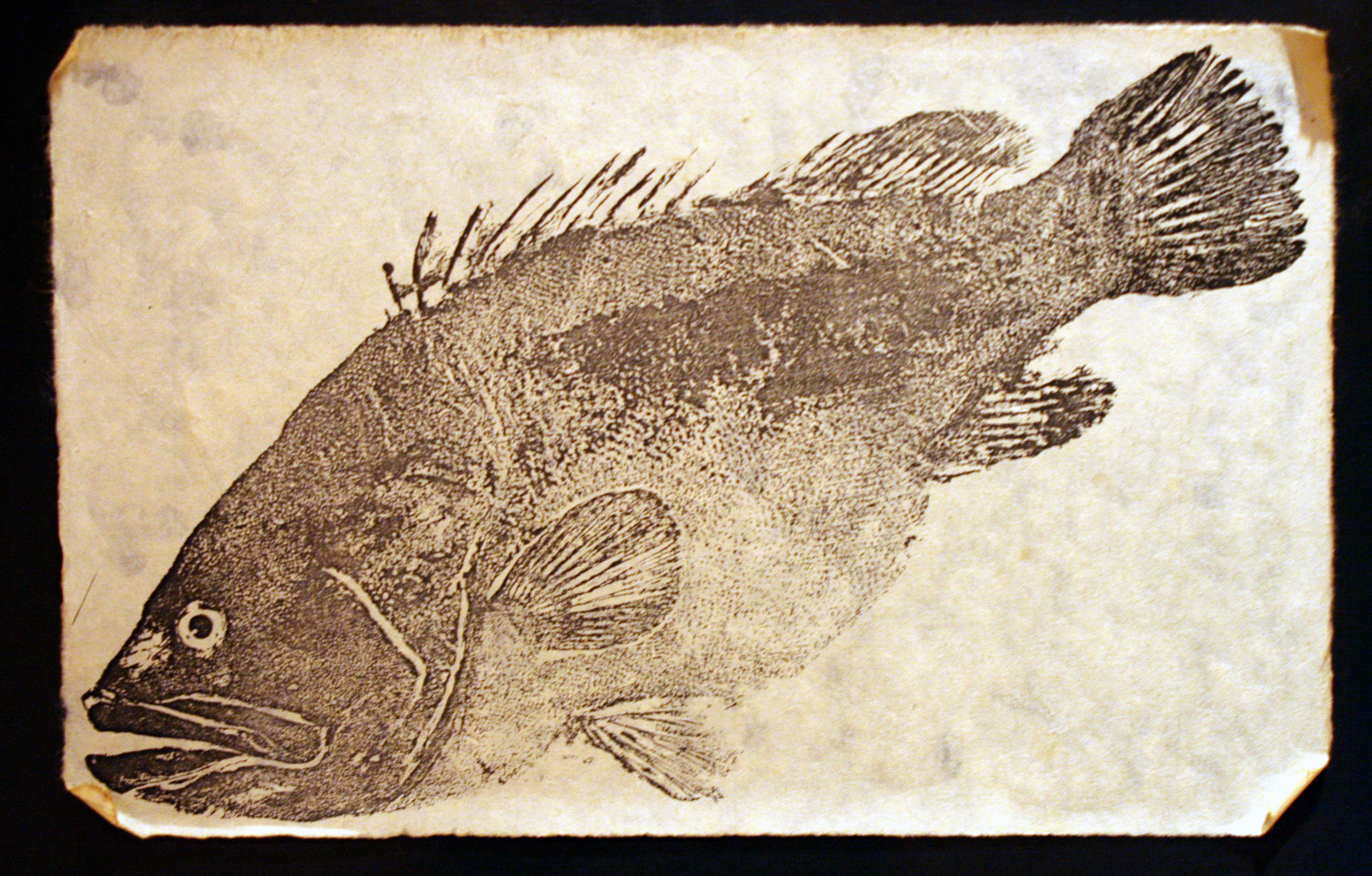
Stampa Gyotaku di un pesce

Il gyotaku (魚拓?), da 魚?, gyo, "pesce" e 拓?, taku, "imprimere sulla pietra", è un metodo tradizionale giapponese di stampa dei pesci, diffuso fin dalla metà del 1800. Questa forma di stampa che utilizza come matrici oggetti naturali quali foglie, fiori, piccoli animali, lamine di roccia, era usata dai pescatori per registrare il pescato, documentando così il tipo di pesce e le sue dimensioni; è diventata col tempo una forma d'arte.
Il metodo di stampa gyotaku utilizza pesci, piccoli animali marini come "matrici di stampa". Le stampe vengono realizzate utilizzando inchiostro sumi e carta washi.

## Metodi
Col tempo, sono stati sviluppati diversi metodi per la realizzazione di goytaku.
- Il metodo diretto (直接法?, chokusetsu-hō) è il più vicino al metodo originale. Il pesce viene ripulito, preparato, fissato su un supporto e poi inchiostrato. A questo punto, sul pesce viene applicata della carta washi inumidita e viene creata un'immagine mediante un attento sfregamento o pressione delle mani. Il foglio viene poi attentamente rimosso e l'immagine riprodotta risulta invertita rispetto all'oggetto da riprodurre.
- Il metodo indiretto (間接法?, kansetsu-hō)  è un processo più accurato e produce immagini molto delicate e dettagliate. Questo metodo prevede l'adesione di carta washi, seta o altro tessuto al pesce utilizzando pasta di riso. Il pesce offre il dettaglio del suo rilievo attraverso la seta, e l'inchiostro non è steso sul pesce, ma viene applicato con cura sulla seta che aderisce al pesce, con tamponi di cotone rivestiti di seta. L'immagine riprodotta non risulta invertita.
- Il metodo con trasferimento (転写法?, tensha-hō) è un metodo meno conosciuto e utilizzato. È stato sviluppato per realizzare  l'immagine del pesce su una superficie rigida come legno, pelle, plastica o il muro di un'abitazione. Nel tensha-hō, il pesce è preparato e inchiostrato come nel metodo diretto e su questo viene fatto aderire un foglio di nylon o polietilene, che poi viene posizionato con cura e pressato sulla superficie rigida finale sulla quale vuole trasferire l'immagine. Con questo metodo, l'immagine finale non viene invertita come nel metodo diretto, a causa del doppio trasferimento.

In tutti i metodi è possibile la ripresa dei dettagli a pennello e la colorazione della stampa o del fondo.